# Snellville
Snellville – miasto w Stanach Zjednoczonych, w stanie Georgia, w hrabstwie Gwinnett.

## Demografia
W 2006 roku liczyło 19 983 mieszkańców. W roku 2023 liczba mieszkańców wzrosła do 22 067 osób, a gęstość zaludnienia przekroczyła 879 osób/km².